# Karl Friedrich Lessing
Karl Friedrich Lessing (ur. 15 lutego 1808 w Wartenbergu, zm. 4 stycznia 1880 w Karlsruhe) – niemiecki malarz specjalizujący się w pejzażu i malarstwie historycznym, cioteczny wnuk Gottholda Lessinga.
Karl Friedrich Lessing urodził się na Dolnym Śląsku. Uczył się malarstwa w Akademii Nauk w Berlinie, gdzie jego nauczycielem był Heinrich Dähling. Już w 1826 roku, za obraz Friedhof in Ruinen, otrzymał specjalną nagrodę. Następnie, razem z Friedrichem von Schadowem, kontynuował naukę w Düsseldorfie. Po wyjeździe w 1830 roku Schadowa do Włoch Lessing został dyrektorem tamtejszej akademii. W 1837 roku odebrał w Paryżu złoty medal i został członkiem berlińskiej Akademii Nauk. Wielokrotnie odznaczany. W 1842 odznaczony Pour le Mérite za Naukę i Sztukę. W 1858 roku został dyrektorem galerii w Karlsruhe, gdzie pracował, także jako malarz, do śmierci 4 stycznia 1880 roku.